# أنتوني هيل (لاعب كرة قدم أمريكية)
أنتوني هيل (بالإنجليزية: Anthony Hill)‏ هو لاعب كرة قدم أمريكية أمريكي، ولد في 2 يناير 1985 في فريندزوود في الولايات المتحدة.

## وصلات خارجية
- أنتوني هيل على موقع مرجع كرة القدم المحترفة.كوم (الإنجليزية)